# Collegio uninominale Campania 1 - 01 (2020)
Il collegio elettorale uninominale Campania 1 - 01 è un collegio elettorale uninominale della Repubblica Italiana per l'elezione della Camera dei deputati.

## Territorio
Come previsto dalla legge n. 51 del 27 maggio 2019, il collegio è stato definito tramite decreto legislativo all'interno della circoscrizione Campania 1.
È formato dal territorio di 16 comuni della città metropolitana di Napoli: Bacoli, Barano d'Ischia, Calvizzano, Casamicciola Terme, Forio, Giugliano in Campania, Ischia, Lacco Ameno, Marano di Napoli, Monte di Procida, Pozzuoli, Procida, Qualiano, Quarto, Serrara Fontana e Villaricca.
Il collegio è parte del collegio plurinominale Campania 1 - 01.

## Eletti
| Elezione | Elezione | Deputato     | Partito            |
| -------- | -------- | ------------ | ------------------ |
|          | 2022     | Antonio Caso | Movimento 5 Stelle |

## Dati elettorali

### XIX legislatura
Come previsto dalla legge elettorale, 147 deputati sono eletti con sistema a maggioranza relativa in altrettanti collegi uninominali a turno unico.
| Candidati                                 | Candidati              | Voti    | %     | Liste                          | Voti    | %     |
| ----------------------------------------- | ---------------------- | ------- | ----- | ------------------------------ | ------- | ----- |
|                                           | Antonio Caso ✔️ Eletto | 77 445  | 42,55 | Movimento 5 Stelle             | 77 445  | 42,55 |
|                                           | Domenico Brescia       | 55 171  | 30,31 | Fratelli d'Italia              | 31 203  | 17,14 |
| Forza Italia                              | Domenico Brescia       | 55 171  | 30,31 | 18 072                         | 9,93    |       |
| Lega per Salvini Premier                  | Domenico Brescia       | 55 171  | 30,31 | 4 820                          | 2,65    |       |
| Noi moderati/Lupi - Toti - Brugnaro - UDC | Domenico Brescia       | 55 171  | 30,31 | 1 076                          | 0,59    |       |
|                                           | Fiorella Zabatta       | 34 415  | 18,91 | Partito Democratico-IDP        | 23 783  | 13,07 |
| Alleanza Verdi e Sinistra                 | Fiorella Zabatta       | 34 415  | 18,91 | 4 666                          | 2,56    |       |
| +Europa                                   | Fiorella Zabatta       | 34 415  | 18,91 | 3 310                          | 1,82    |       |
| Impegno Civico - Centro Democratico       | Fiorella Zabatta       | 34 415  | 18,91 | 2 656                          | 1,46    |       |
|                                           | Vincenzo Daniele       | 7 245   | 3,98  | Azione - Italia Viva - Calenda | 7 245   | 3,98  |
|                                           | Francesca Licata       | 3 620   | 1,99  | Unione Popolare                | 3 620   | 1,99  |
|                                           | Simona Boccuti         | 2 302   | 1,26  | Italexit                       | 2 302   | 1,26  |
|                                           | Carlo Coppola          | 1 241   | 0,68  | Italia Sovrana e Popolare      | 1 241   | 0,68  |
|                                           | Francesco Santoro      | 564     | 0,31  | Noi di Centro – Europeisti     | 564     | 0,31  |
| Totale                                    | Totale                 | 182 003 | 100   |                                | 182 003 | 100   |
|                                           |                        |         |       |                                |         |       |
| Schede bianche                            | Schede bianche         | 1 640   | 0,87  |                                |         |       |
| Schede nulle                              | Schede nulle           | 4 194   | 2,23  |                                |         |       |
| Votanti                                   | Votanti                | 187 837 | 49,26 |                                |         |       |
| Elettori                                  | Elettori               | 381 346 |       |                                |         |       |